# Blastobasis ampla
Blastobasis ampla é uma espécie de mariposa do gênero Blastobasis pertencente à família Coleophoridae.